# ماجراهای خانه شماره ۱۳
ماجراهای خانهٔ شماره ۱۳ نام یک مجموعهٔ تلویزیونی ایرانی به کارگردانی «اسماعیل میهن‌دوست» است که در سال ۱۳۷۵ تولید و از شبکه ۱ سیمای جمهوری اسلامی ایران  پخش گردید.

## خلاصه داستان
موضوع این مجموعه تلویزیونی، حول وحوشِ خانوادهٔ «آقای امراللهی» است که در خانهٔ شماره ۱+۱۲ زندگی می‌کنند.

## بازیگران و عوامل تولید

### بازیگران
- اسماعیل داورفر
- حسین کسبیان
- مهری مهرنیا
- سروش خلیلی
- آزیتا لاچینی
- محبوبه بیات
- گیتی معینی
- رضا آشتیانی
- فاطمه طاهری
- جهانگیر فروهر
- ستاره اسکندری
- مرتضی ضرابی
- کیوان محمودنژاد
- صفیه حلی
- کلثوم بیات‌مختاری
- پویا کرمی
- میترا توکلی
- لیلا حسین‌زاده
- فرشاد رمضانی
- بابک شکارچی
- محسن افشار
- مهرداد بازرگانی
- محمدحسین غمخوار
- طاهره طایفی
- حسن علی‌محمدی
- شهریار سعیدنیا
- محمدرضا نوروزی
- مجید لیاقت
- مرضیه راد
- پرویز کیاور
- علیرضا آلادین
- مژگان تمدن
- اکبر اندی‌روان
- علی بیات

### عوامل تولید
- کارگردان: اسماعیل میهن‌دوست
- فیلمنامه: مهشید تهرانی
- تصویربردار: فؤاد نجف‌زاده، محمدرضا صمیمی
- تدوین: پروانه نیکو
- تهیه‌کننده: رضا جودی
- تعداد قسمت‌ها: ۴۲ قسمت (۳۵-۳۰ دقیقه‌ای)
- محصول: گروه اجتماعی شبکه ۱ سیمای جمهوری اسلامی ایران
- سال تولید: ۱۳۷۵